# Evan Parke
Evan Parke nascido Evan Dexter O'Neal Parke (Kingston, 2 de janeiro de 1968)  é um ator nascido na Jamaica. Interpretou Hayes no filme de King Kong em 2005, entre outros trabalhos desde 1997 participando de filmes e séries como All My Children , Alias , Charmed , filmes como Planet of the Apes , e The Cider House Rules.                                                                                                                                                                                                            